# カステルノー＝ラ＝シャペル
カステルノー＝ラ＝シャペル （Castelnaud-la-Chapelle、オック語:Castèlnòu e La Capèla）は、フランス、ヌーヴェル＝アキテーヌ地域圏、ドルドーニュ県のコミューン。フランスの最も美しい村に登録されている。

## 由来
Castelnaudというつづりは、『新しい城』を意味するCastelnauが改竄されたものである（ラテン語ではcastellum novum）。

## 歴史
1827年、カステルノーとフェイラック（Fayrac）の2コミューンが合併し、カステルノー＝フェイラック（Castelnaud-Fayrac）と名乗った。
カステルノー＝ラ＝シャペルは、カステルノー＝フェイラックとラ・シャペル＝ペショー（La Chapelle-Péchaud）が1973年に合併して誕生した。ラ・シャペル＝ペショーは関連コミューンの地位を保持しており、このためカステルノー＝ラ＝シャペル議会に首長代理を選出している。

## 経済
観光業、タバコやトウモロコシの栽培。

## 人口統計
| 1975年 | 1982年 | 1990年 | 1999年 | 2006年 | 2015年 |
| ------ | ------ | ------ | ------ | ------ | ------ |
| 380    | 374    | 408    | 426    | 457    | 471    |

参照元:1962年から1999年までは複数コミューンに住所登録をする者の重複分を除いたもの。それ以降は当該コミューンの人口統計によるもの。1999年までEHESS/Cassini、2006年以降INSEE

## 史跡
- カステルノー城 - 13世紀から14世紀。1966年に歴史的記念物となった。ドルドーニュ川の急な崖の上に腰かけるようにそびえ、セウ川との合流地点を見下ろす。12世紀に城が言及された。1214年にはシモン4世・ド・モンフォールに占領された。15世紀にはイングランド軍が占領している。13世紀の遺跡は13世紀と14世紀に手が加えられ、ダンジョンと巨大な塔が14世紀に建った。19世紀には石材の採石場となっていたが、以後に再建された。
- フェイラック城 - 15世紀から16世紀。
- ラコストのシャトー - 18世紀から19世紀。
- ミランドのシャトー - 15世紀から19世紀。

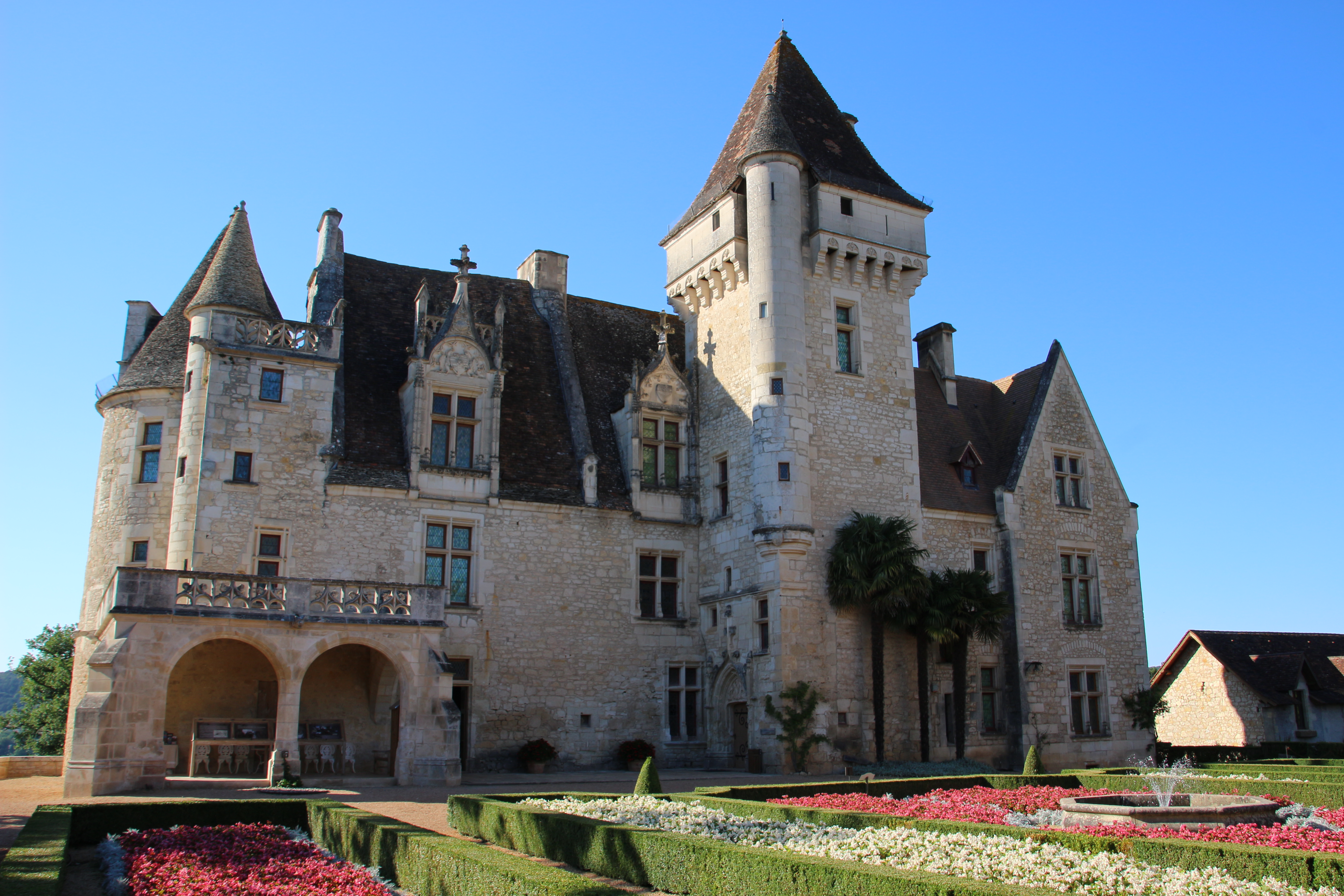
ミランドのシャトー
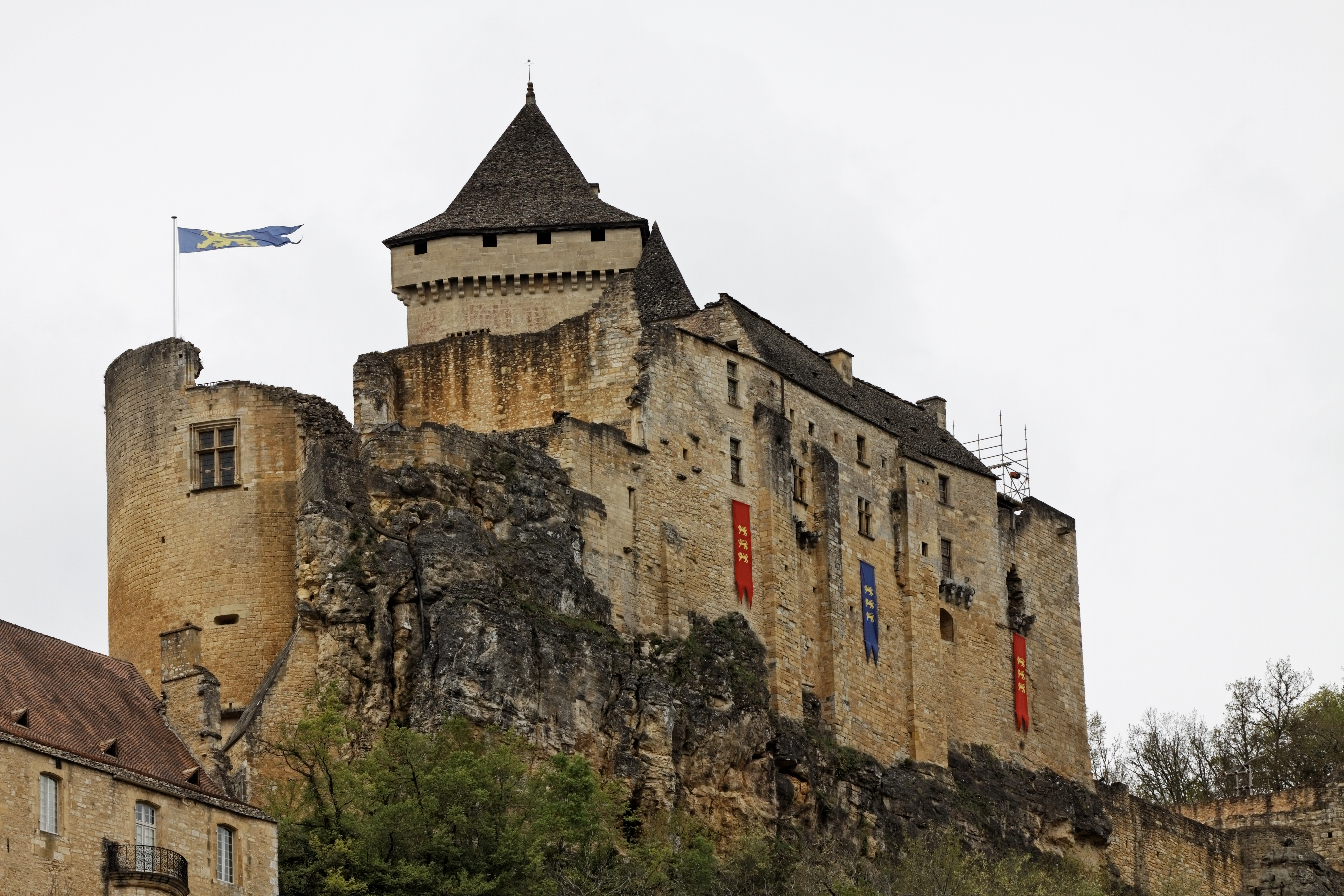
カステルノー城
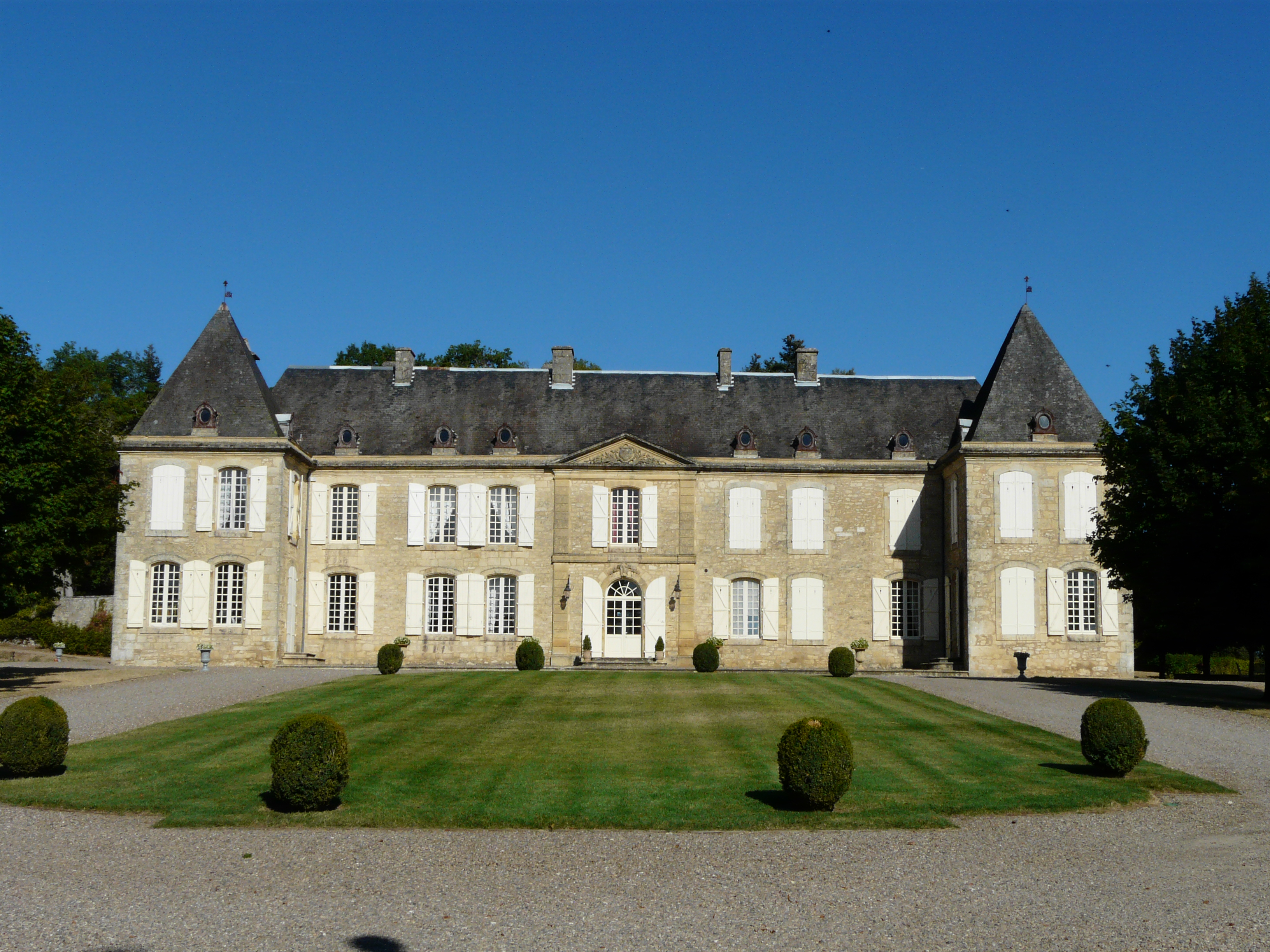
ラコストのシャトー
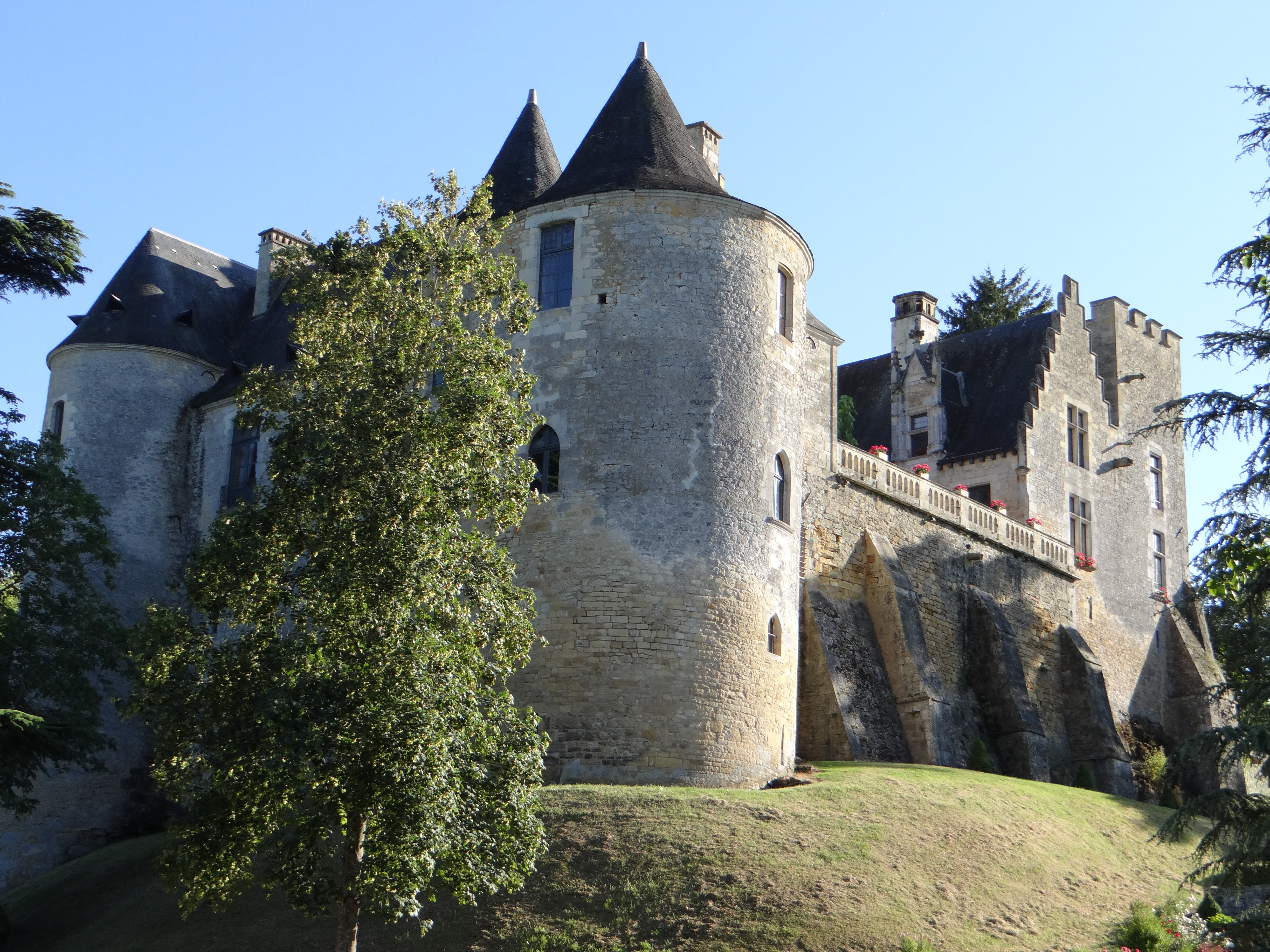
フェイラック城
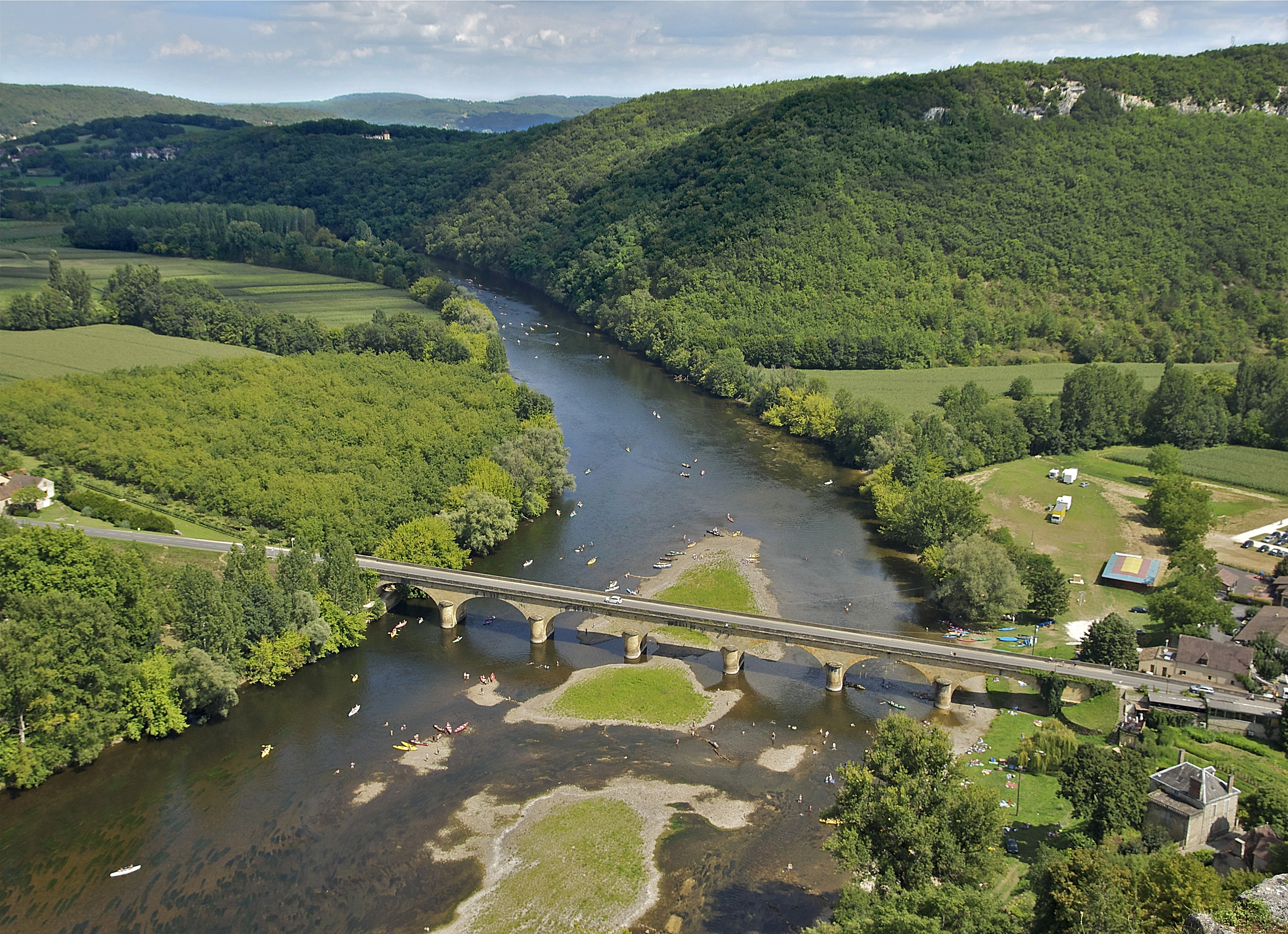
ドルドーニュ川に架かる橋
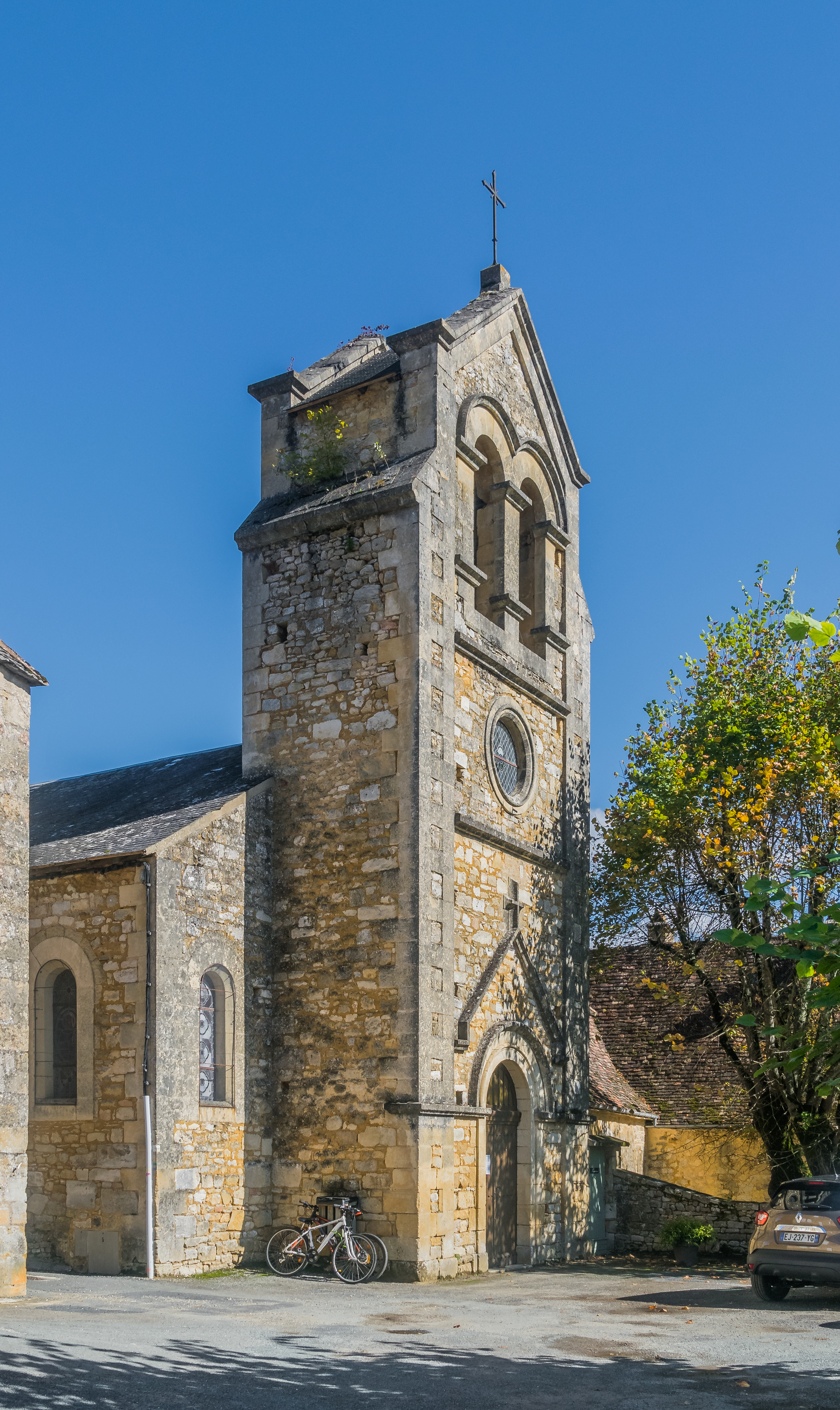
サン・ミシェル・アルシャンジュ教会
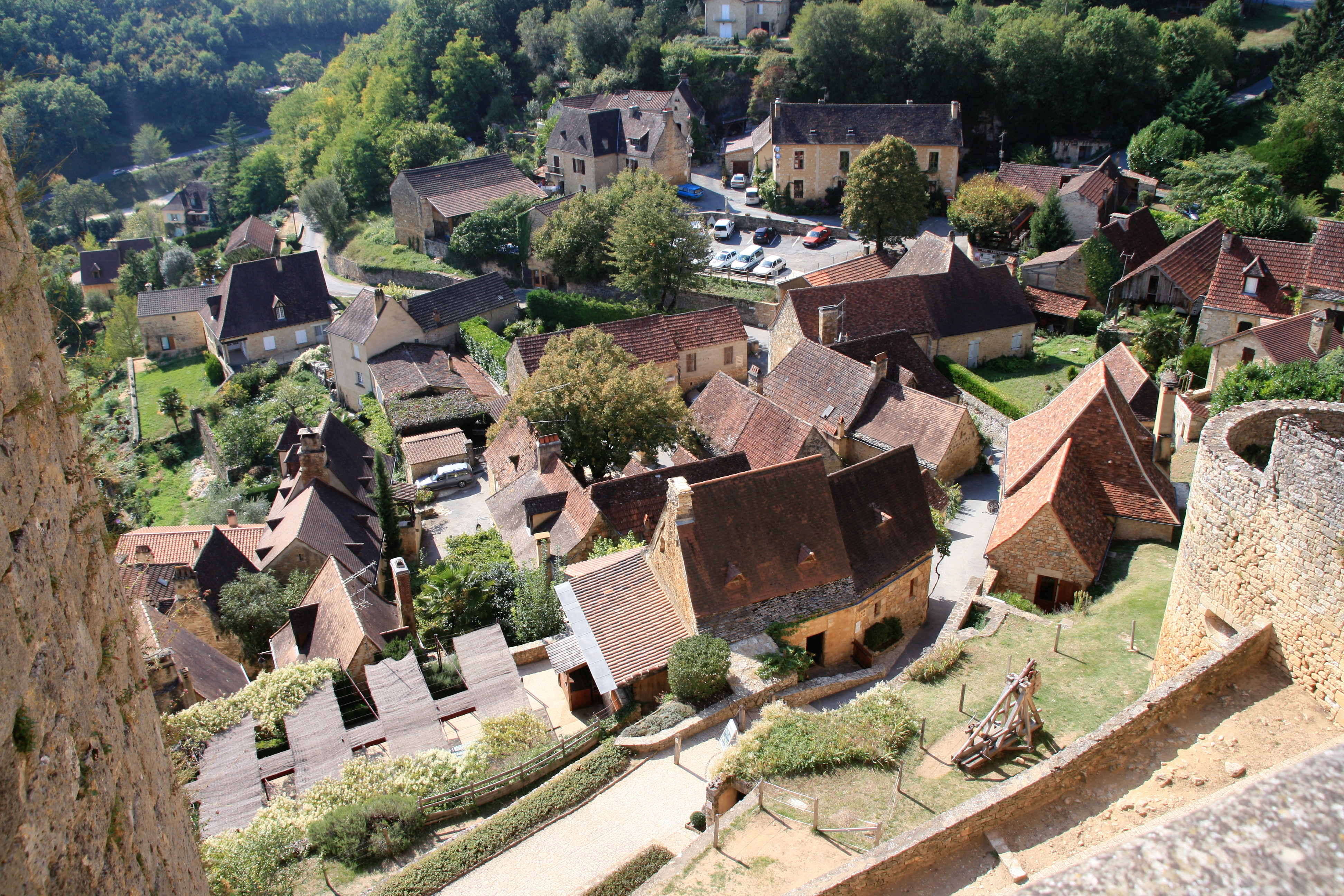
街並み
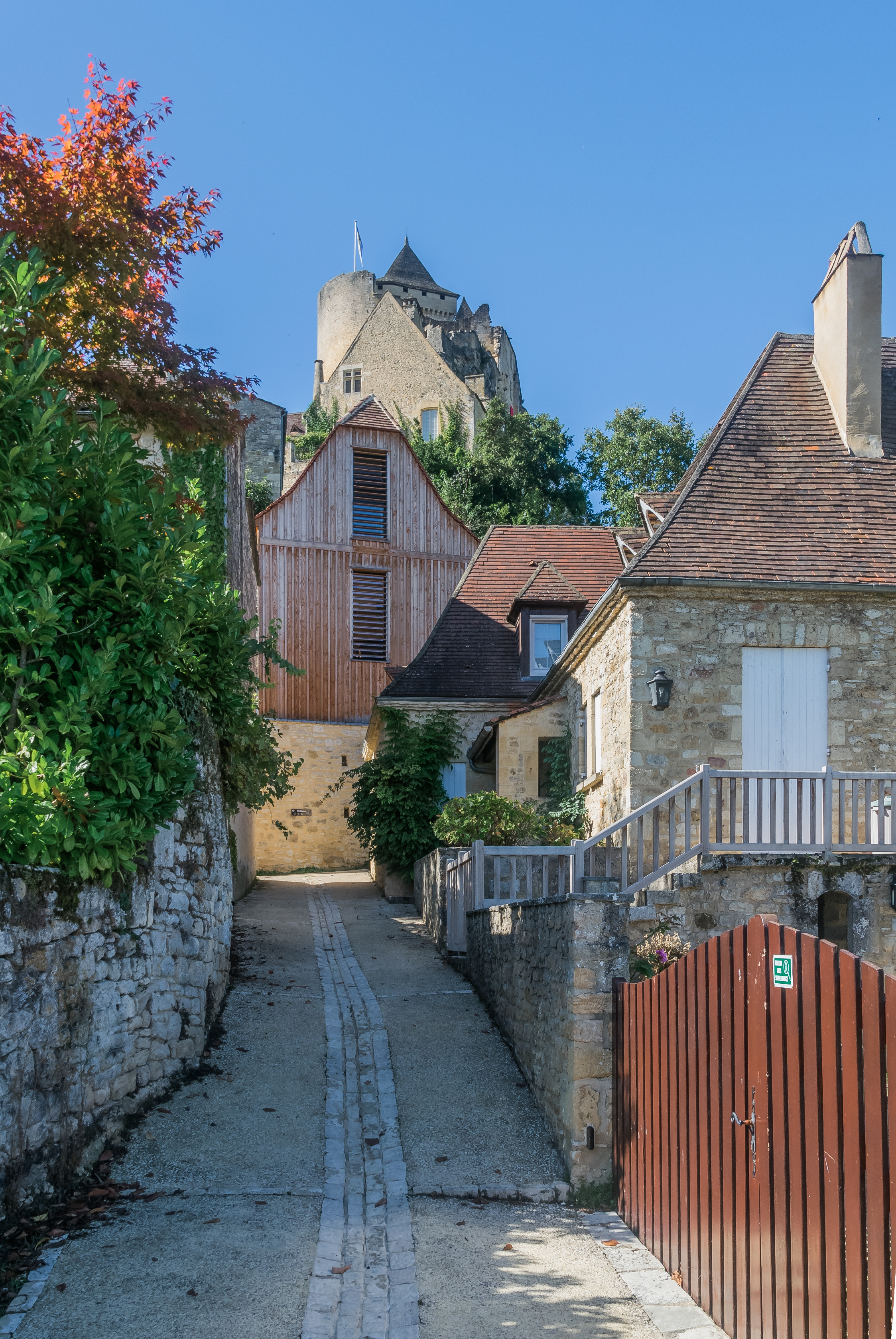
通り

## ゆかりの人物
- ジョフロワ・ド・ヴィヴァン（fr） - カステルノー城で誕生。軍人
- フェルナン・ド・ラ・トンベル（fr） - 作曲家、オルガン奏者。フェイラック城で死去。
- アンドレ・マルロー - レジスタンス運動に参加していた1944年、カステルノー城に滞在
- ジョセフィン・ベーカー - 1937年以来借りていたミランドのシャトーを、1947年に購入。

## 参照
1. ↑  Le nom occitan des communes du Périgord sur le site du Conseil général de la Dordogne, consulté le 14 février 2014.
2. ↑  Fiche de Castelnaud-la-Chapelle sur le site Les Plus Beaux Villages de France, consulté le 7 novembre 2012.
3. ↑  http://cassini.ehess.fr/cassini/fr/html/fiche.php?select_resultat=7117
4. ↑  https://www.insee.fr/fr/statistiques/3293086?geo=COM-24086
5. ↑  http://www.insee.fr